# Guadagnini

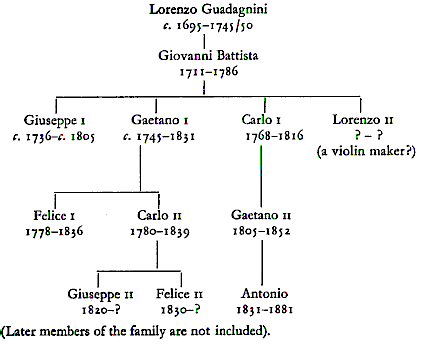
Fiolbyggarfamiljen Guadagnini

Guadagnini är familjenamnet på en italiensk fiolbyggarfamilj. Giovanni Battista Guadagnini var den mest framgångsrika fiolbyggaren i familjen och hans instrument spelas på av professionella musiker även idag.